# Кажым (река)
Кажым (устар. Кажим, Кежим, Кажилья) — река в России, течет по территории Койгородского района Республики Коми. Устье реки находится в 385 км по правому берегу реки Сысола. Длина реки составляет 68 км.

## Притоки
- 14 км: Нюль (лв)
- 20 км: Чугрим (пр)
- 38 км: Сордъёль (пр)

## Данные водного реестра
По данным государственного водного реестра России относится к Двинско-Печорскому бассейновому округу, водохозяйственный участок реки — Вычегда от истока до города Сыктывкар, речной подбассейн реки — Вычегда. Речной бассейн реки — Северная Двина.
Код объекта в государственном водном реестре — 03020200112103000018730.